# Stazione di Viadana Bresciana
La stazione di Viadana Bresciana è una stazione ferroviaria della Brescia-Parma a servizio di Viadana, frazione del comune di Calvisano.

## Storia
Come fermata fu aperta al pubblico il 1º agosto 1893, assieme alla tratta tra San Zeno Naviglio e Piadena della ferrovia Brescia-Parma. Inizialmente ebbe la denominazione di Viadana, ma a partire dal 27 dicembre 1893 fu ribattezzata in Viadana Bresciana, per distinguerla dall'omonimo comune in provincia di Mantova.
Come tutta la linea ferroviaria, l'impianto fu inserito nella Rete Adriatica con esercizio curato dalla Società Meridionale, che svolse tale funzione fino al 1905, quando la gestione passò alle Ferrovie dello Stato (FS).
Durante la prima guerra mondiale, l'impianto fu dotato di un raddoppio dalla capacità di quarantatré carri che poi fu rimosso nel 1920.
Nel 1972, la fermata fu raccordata alla nuova acciaierie di Calvisano, da poco costruita. In seguito, la fermata fu convertita in stazione.
L'Apparato Centrale Elettrico a Itinerari (ACEI) fu attivato nel 1996.
Nel 2000, la società Rete Ferroviaria Italiana (RFI) subentrò alle FS nell'esercizio della stazione.
Il 14 dicembre 2008, con l'attivazione del Dirigente Centrale Operativo fra le stazioni di San Zeno-Folzano e Piadena, l'impianto fu privato del Dirigente Movimento.

## Strutture e impianti

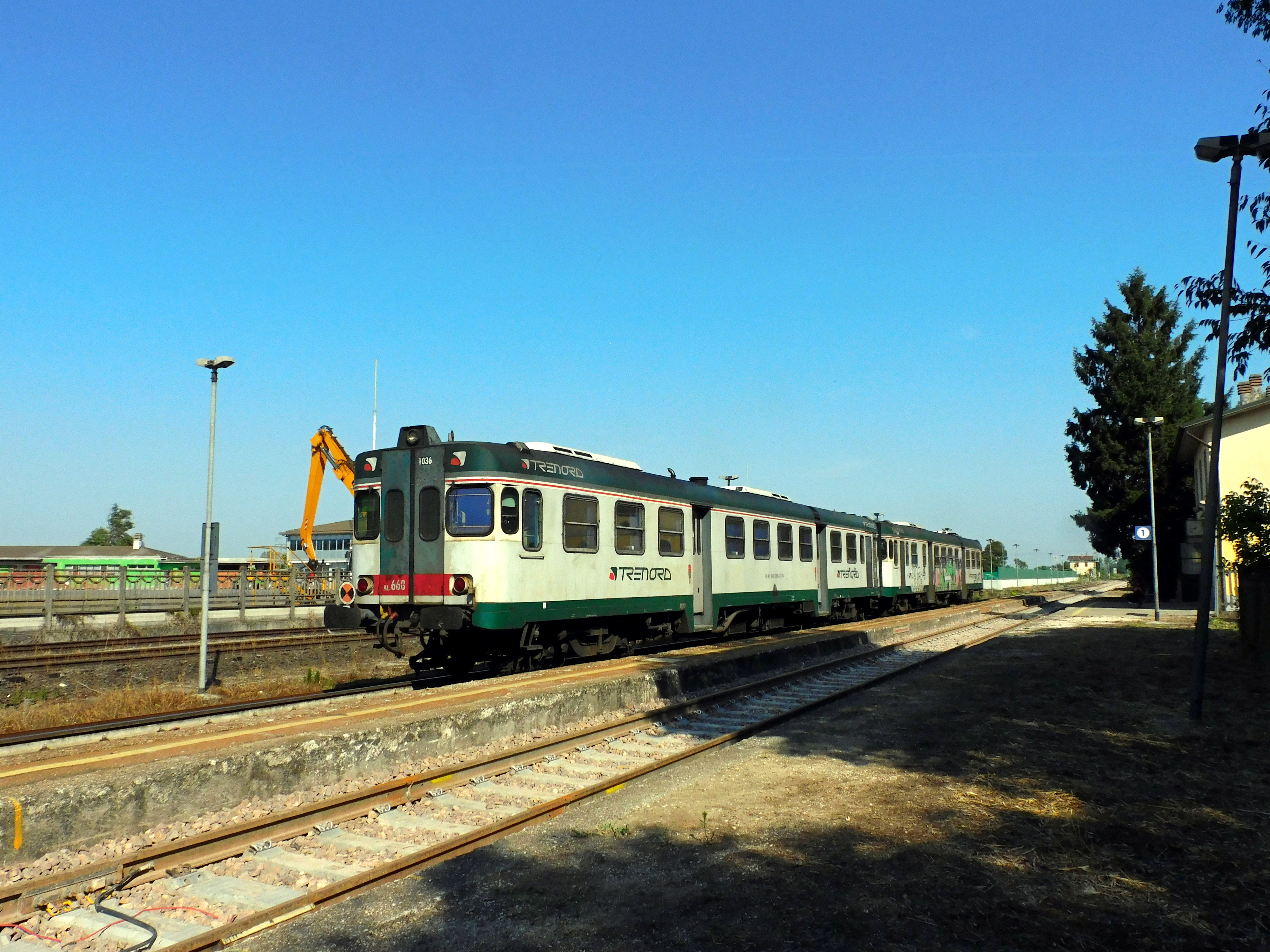
Composizione di ALn 668 serie 1000 sul binario di corretto tracciato della stazione

La stazione è dotata di un fabbricato viaggiatori, mentre il piazzale, oltre al binario di corsa, presenta un raddoppio dalla lunghezza di 335 m.
Fino agli anni Dieci del XXI secolo, la stazione era raccordata al vicino stabilimento dell'Acciaieria di Calvisano, appartenente al gruppo siderurgico Feralpi.

## Movimento
Viadana Bresciana è servita dai treni regionali della relazione Brescia-Parma, eserciti da Trenord e cadenzati a frequenza oraria nell'ambito del contratto di servizio stipulato con la Regione Lombardia.